# 292490 Sienkiewicz
292490 Sienkiewicz è un asteroide della fascia principale. Scoperto nel 2006, presenta un'orbita caratterizzata da un semiasse maggiore pari a 2,655857 UA e da un'eccentricità di 0,173137, inclinata di 10,900567° rispetto all'eclittica.
Fa parte della famiglia di asteroidi Adeona.
È dedicato a Henryk Sienkiewicz, celebre scrittore polacco, autore del romanzo Quo vadis?.